# POP TEAM EPIC (曲)
「POP TEAM EPIC」（ポップ チーム エピック）は、上坂すみれの楽曲。上坂の9枚目のシングルとして2018年1月31日にKING AMUSEMENT CREATIVEから発売された。

## 概要
前作EP『彼女の幻想』から約3か月ぶりのシングル。ナンバリングシングルとしては『踊れ!きゅーきょく哲学』以来半年ぶりとなる。表題曲はテレビアニメ『ポプテピピック』のオープニングテーマに起用された。曲名は同アニメの英語表記「POP TEAM EPIC」と同じ文字であるが、読みはそれぞれ異なっている。
発売形態は通常盤（KICM-1824）、初回限定盤（KICM-91824）、期間限定アニメ盤（KICM-91825）の3種類で、初回限定盤には表題曲「POP TEAM EPIC」のミュージック・ビデオが収録されたDVDが付属する。

## 音楽性
曲調は激しいEDMサウンドとなっている。
音ははっきりと聞こえるが歌詞にはメッセージ性はなく、上坂本人は「ディスコミュニケーション感がすごい」と評価している。また、ボーカルがズタズタに刻まれるなど、曲の加工が多く、それによって魅力が膨らんでいるとも語っている。

## チャート成績・受賞
2018年2月12日付のオリコン週間シングルランキングでは、1.0万枚を売り上げ12位にランクイン。初動枚数はデビュー以来最高記録となった。また、オリコン週間デジタルシングルランキングでは、2.6万ダウンロードで2位にランクイン。当時のデジタルシングルランキングにおけるアニメ楽曲の最高ダウンロード数を記録し、アニメ部門で初の1位獲得となった。
ビルボードにおいても、配信チャートでのダウンロード数の多さが決め手となりHot Animationにおいて初の1位を獲得した。また、Top Download Songsでも2位にランクインした。
2019年3月1日には、ソニー・ミュージックエンタテインメントのアニメソング人気投票キャンペーン「平成アニソン大賞」において企画賞（2010年 - 2019年）に選出された。

## シングル収録トラック
| #         | タイトル                                | 作詞              | 作曲              | 編曲              | 時間  |
| --------- | --------------------------------------- | ----------------- | ----------------- | ----------------- | ----- |
| 1.        | 「POP TEAM EPIC」                       | 吟（BUSTED ROSE） | 吟（BUSTED ROSE） | 吟（BUSTED ROSE） | 5:24  |
| 2.        | 「増殖罵倒少女の愚恋」                  | 畑亜貴            | 太田雅友          | EFFY              | 4:18  |
| 3.        | 「ミッドナイト♡お嬢様」                 | 上坂すみれ        | 深澤祐貴          | 久下真音          | 3:48  |
| 4.        | 「POP TEAM EPIC」(off vocal ver.)       |                   |                   |                   | 5:23  |
| 5.        | 「増殖罵倒少女の愚恋」(off vocal ver.)  |                   |                   |                   | 4:18  |
| 6.        | 「ミッドナイト♡お嬢様」(off vocal ver.) |                   |                   |                   | 3:47  |
| 合計時間: | 合計時間:                               | 合計時間:         | 合計時間:         | 合計時間:         | 26:58 |

| #  | タイトル                       | 作詞 | 作曲・編曲 |
| -- | ------------------------------ | ---- | ---------- |
| 1. | 「POP TEAM EPIC」(MUSIC VIDEO) |      |            |
| 2. | 「POP TEAM EPIC」(MAKING)      |      |            |

## カバー
- ハロー、ハッピーワールド![弦巻こころ（伊藤美来）] - 2020年3月16日にゲーム『バンドリ! ガールズバンドパーティ!』に収録[9]。
- 海原ミチル（小岩井ことり） - ゲーム『D4DJ Groovy Mix』に収録。小岩井自らが編曲を行っている。